# Max Emanuel Cenčić
Max Emanuel Cenčić (né le 21 septembre 1976 à Zagreb) est un contreténor et metteur en scène croate.

## Biographie
Chantant dès son plus jeune âge, il se produit en public pour la première fois à l'âge de 6 ans. De 1987 à 1992, il est membre des Petits chanteurs de Vienne.
En1988, il chante la partie de soprano du IVe mouvement de la Symphonie nº 4 de Gustav Malher enregistré par le Ljubljana Symphony Orchestra sous la direction d'Anton Nanut.
De 1992 à 1997 il mène une première carrière de soliste comme sopraniste. Il participe aussi à plusieurs productions d’opéra : La Flûte enchantée (enregistrement en 1991 sous la direction de Sir Georg Solti, et représentations au Staatsoper de Vienne avec Nikolaus Harnoncourt), Orfeo de Gluck (Amor) au Konzerthaus de Vienne (1995) et à Drottningholm (1996), Demofoonte de Jommelli (Adrasto) à Schwetzingen et Crémone ainsi que Serse de Haendel à Copenhague (1996).

Il se retire alors avant de recommencer à chanter en public en 2001, en ayant changé de tessiture et il devient contreténor. Depuis, Max Emanuel Cencic collabore régulièrement avec les plus grands chefs d’orchestre de musique baroque : William Christie, René Jacobs, Diego Fasolis, Ottavio Dantone, Andrea Marcon, Christophe Rousset, Alan Curtis, Rinaldo Alessandrini, Jean-Christophe Spinosi, Eduardo Lopez Banzo, Konrad Junghänel, ou encore Christopher Moulds.
Il fait ses débuts au Théâtre de la Monnaie de Bruxelles (Satirino et la Deuxième Furie dans la mise en scène d’Herbert Wernicke de La Calisto) en 2009 ; et la même année au Bayerische Staatsoper (le rôle-titre Tamerlano de Haendel), puis au Semperoper de Dresde (Tolomeo dans Giulio Cesare). De nombreux récitals complètent sa saison : Theater an der Wien (janvier 2009), Grand Théâtre de Genève (mars 2009), Opéra Nomori de Tokyo (avril 2009), Théâtre des Champs-Élysées à Paris (Faramondo, avec l’ensemble I Barocchisti sous la direction de Diego Fasolis, octobre 2009). Au printemps 2010, il fait également ses débuts au Teatro Real de Madrid. En février 2011, il incarne le rôle-titre de Teseo de Haendel au Théâtre des Champs-Élysées (et au Théâtre de Caen), puis Ruggiero dans Orlando furioso de Vivaldi sous la direction de Jean-Christophe Spinosi à l’Opéra de Nice et à l’Opéra national de Lorraine.

En septembre 2011, il chantera au Festival d’Ambronay Il Farnace de Vivaldi avec Diego Fasolis et I Barocchisti, qui paraîtra également au même moment en disque (Virgin Classics). Cet opéra sera repris en janvier 2012 au Théâtre des Champs-Élysées.
En 2007, Max Emanuel Cencic signe un contrat d’exclusivité avec Virgin Classics ; son premier disque pour le label consacré aux airs d’opéras de Rossini est un succès (4 clefs Télérama, Orphée du meilleur interprète de l’Académie du Disque Lyrique). En 2008, il interprète le rôle de Sposa dans l’opéra Il Sant'Alessio de Landi au côté de Philippe Jaroussky et de sept autres contre-ténors. Dirigé par William Christie à la tête des Arts florissants et mis en scène par Benjamin Lazar, l’opéra est un succès, tant à la scène qu’en DVD. En 2009, il exhume Faramondo de Haendel avec le chef d’orchestre Diego Fasolis, qui l’accompagne également en février 2010 sur un disque d’airs d’opéras de Haendel, « Mezzo-soprano ».
Le magazine DIAPASON a révélé en novembre 2024, le comportement inapproprié du chanteur et metteur en scène Max Emanuel Cencic, épinglé pour des faits de harcèlement moral et de comportements inappropriés envers les musiciens. Les artistes du Bayreuth Opéra Festival dénoncent le comportement abusif du chanteur et metteur en scène durant les répétitions. Insultes et propos dégradants... Selon le média Backstage Classical, le climat des répétitions menées par le chanteur Max Emanuel Cencic au Festival de Bayreuth Baroque Opera, (évènement dont il est directeur depuis sa création en 2020), serait très problématique. Dix participants auraient témoigné pour décrire une atmosphère "oppressante" : une chanteuse réprimandée d'un "You are so fucking stupid", un chanteur qualifié de "Malakia" (insulte grecque très vulgaire), des régisseurs dirigés d'un claquement de doigts... Max Emanuel Cencic estime que ces accusations sont dramatisées ou inventées, expliquant que les sessions de répétitions sont des moments difficiles pour tout le monde.

## Discographie

### CD
- Haendel, Fernando. Avec Lawrence Zazzo, Veronica Cangemi, Marianna Pizzolato, Antonio Abete, Filippo Adami, Il Complesso Barocco & Alan Curtis. 2 CD Virgin Classics, 2007
- Rossini : Airs d’opéras. Avec I Barocchisti & Diego Fasolis. Virgin Classics, 2007
- Haendel, Faramondo. Avec Philippe Jaroussky, Sophie Karthäuser, Marina de Liso, I Barocchisti & Diego Fasolis. 3 CD Virgin Classics, 2009 [3]
- Vivaldi : Farnace (version de 1738). Avec Ann Hallenberg, Karina Gauvin, Daniel Behle, Ruxandra Donose, Mary-Ellen Nesi, Emiliano Toro Gonzales, I Barocchisti & Diego Fasolis. 3 CD Virgin Classics, 2009 [4]
- Duetti. Avec Philippe Jaroussky, Les Arts florissants & William Christie. Virgin Classics, 2011[5]
- Gluck, Ezio. Avec Sonia Prina, Ann Hallenberg, Topi Lehtipuu, Julian Pregardien, Mayuko Karasava, Il Complesso Barocco & Alan Curtis. 2 CD Virgin Classics, 2011
- Haendel, ’Mezzo-Soprano’, Airs d’opéras. Avec I Barocchisti & Diego Fasolis. Virgin Classics, 2010 [6]
- Haendel, Alessandro HWV 21 - Max Emanuel Cenčić, Julia Lezhneva ; Armonia Atenea, George Petrou (2-5 et 9-15 septembre 2011, 3 CD Decca 478 4699) (OCLC 811206852)
- Vinci : Artaserse. Avec Philippe Jaroussky, Daniel Behle, Franco Fagioli, Valer Barna-Sabadus, Yuriy Mynenko, Concerto Köln & Diego Fasolis. 3 CD Virgin Classics, 2012[7]
- Hasse, Arias d'opéra Rokoko - Max Emanuel Cenčić, Armonia Atenea, George Petrou (2013, Decca) (OCLC 870697353)
- Venezia. Avec Il Pomo D'oro & Riccardo Minasi. Virgin Classics, 2013[8].
- Haendel, Tamerlano, avec Xavier Sabata, Orchestre Il Pomo d'Oro, dir. Riccardo Minasi, Naïve, 2014 [9]
- Hasse, Siroe Re di Persia - Max Emanuel Cencić ; Julia Lezhneva ; Armonia Atenea, George Petrou (21-31 juillet 2014, Decca) (OCLC 900645992)
- Haendel, Arminio HWV 36 - Max Emanuel Cenčić, Arminio ; Layla Claire, Tusnelda ; Petros Magoulas, Segeste ; Armonia Atenea, George Petrou (7-18 septembre 2015, 2 CD Decca 4788764)[10] (OCLC 995242840)
- Haendel, Ottone, rè di Germania - Lauren Snouffer, Ann Hallenberg, sopranos ; Anna Starushkevych, mezzo-soprano ; Max Emanuel Cenčić, Xavier Sabata, contreténors ; Pavel Kudinov, baryton-basse ; Il Pomo d'Oro, George Petrou (22 juin/2 juillet 2016, 3 CD Decca) (OCLC 1038405466)

### DVD
- Landi : Il Sant’Alessio . Avec Philippe Jaroussky, Alain Buet, Xavier Sabata, Les Arts Florissants & William Christie. Mise en scène de Benjamin Lazar. 2 DVD Virgin Classics, 2008
- Claudio Monteverdi : L’Incoronazione di Poppea . Avec Philippe Jaroussky, Danielle de Niese, Anna Bonitatibus, Les Arts Florissants & William Christie. Mise en scène de Pier Luigi Pizzi, Teatro Real de Madrid, 2010. 2 DVD Virgin Classics, 2012